# جوناس کارلسون
جوناس کارلسون (به انگلیسی: Jonas Karlsson)(زاده ۱۱ مارس ۱۹۷۱) نویسنده و بازیگر سوئدی است.
از فیلم‌های معروف او می‌توان به بازی در فیلم اتاقک خلبان و بزرگترین قهرمانان اشاره کرد.